# 戴氏半棱鯷
戴氏半棱鯷（学名：Encrasicholina devisi）為輻鰭魚綱鲱形目鳀科的其中一種，分布於印度西太平洋區，包括阿拉伯海、波斯灣、巴基斯坦、印度、緬甸、越南、中國、台灣、柬埔寨、菲律賓、澳洲、馬來西亞、印尼、關島、密克羅尼西亞、帛琉、新喀里多尼亞、東加、斐濟等海域，棲息深度10-13公尺，本魚體延長，腹部圓，上頷尖突，體側具一亮銀色條紋，背部灰色，腹部白色，臀鰭軟條15-17條，體長可達8公分，棲息在沿海、河口地帶，可作為食用魚或餌魚。

## 擴展閱讀
維基物種上的相關：戴氏半棱鯷